# کارل نویمر
کارل نویمر (انگلیسی: Karl Neumer; ۲۳ فوریهٔ ۱۸۸۷ – ۱۶ مهٔ ۱۹۸۴) دوچرخه‌سوار اهل آلمان بود.